# Gabriel Manek
Gabriel Manek (Lahurus, 18 agosto 1913 – Denver, 30 novembre 1989) è stato un missionario e arcivescovo cattolico indonesiano.

## Biografia
Abbracciò ventenne la vita religiosa tra i verbiti, compì gli studi ecclesiastici nei seminari di Todabelu e Ledalero e fu ordinato prete nel 1941.
Fu missionario a Timor, nel vicariato apostolico di Atambua.
Eletto vescovo e nominato vicario apostolico di Larantuka nel 1951, nel 1958 fondò a Lebao-Tengah la congregazione delle Figlie della Regina del Rosario.
Nel 1961 fu trasferito da papa Giovanni XXIII alla sede metropolitana di Ende, ma nel 1969 dovette rassegnare le dimissioni per motivi di salute.
Fu nominato arcivescovo titolare di Bavagaliana, ma rinunciò al titolo il 15 maggio 1976.

## Genealogia episcopale e successione apostolica
La genealogia episcopale è:
- Vescovo Johannes Wolfgang von Bodman
- Vescovo Marquard Rudolf von Rodt
- Vescovo Alessandro Sigismondo di Palatinato-Neuburg
- Vescovo Johann Jakob von Mayr
- Vescovo Giuseppe Ignazio Filippo d'Assia-Darmstadt
- Arcivescovo Clemente Venceslao di Sassonia
- Arcivescovo Massimiliano d'Asburgo-Lorena
- Vescovo Kaspar Max Droste zu Vischering
- Vescovo Cornelius Ludovicus van Wijckerslooth van Schalkwijk
- Arcivescovo Joannes Zwijsen
- Vescovo Franciscus Jacobus van Vree
- Arcivescovo Andreas Ignatius Schaepman
- Arcivescovo Pieter Mathijs Snickers
- Arcivescovo Gaspard Josephus Martinus Bottemanne
- Arcivescovo Hendrik van de Wetering
- Arcivescovo Arnold Frans Diepen
- Vescovo Heinrich Leven, S.V.D.
- Arcivescovo Gabriel Manek, S.V.D.

La successione apostolica è:
- Vescovo Paul Sani Kleden, S.V.D. (1961)
- Arcivescovo Gregorius Manteiro, S.V.D. (1967)